# إكستر سيتي
نادي إكستر سيتي لكرة القدم (بالإنجليزية: Exeter City Football Club)‏ هو فريق كرة قدم من مدينة إكستر في المملكة المتحدة، أُسس بتاريخ 1 مايو 1901، يلعب في الدوري الإنجليزي الدرجة الأولى، في ملعب سانت جيمس بارك، يدرب النادي بول تيسدال.

## وصلات خارجية
- صفحة بيانات نادي إكزتر سيتي على موقع كووورة، تاريخ الوصول: 22 سبتمبر 2018.
- الموقع الرسمي